# Cisneros (Espagne)
Pour les articles homonymes, voir Cisneros.
Cisneros est une commune espagnole de la province de Palencia, dans la communauté autonome de Castille-et-León.